# Charles de Pougens

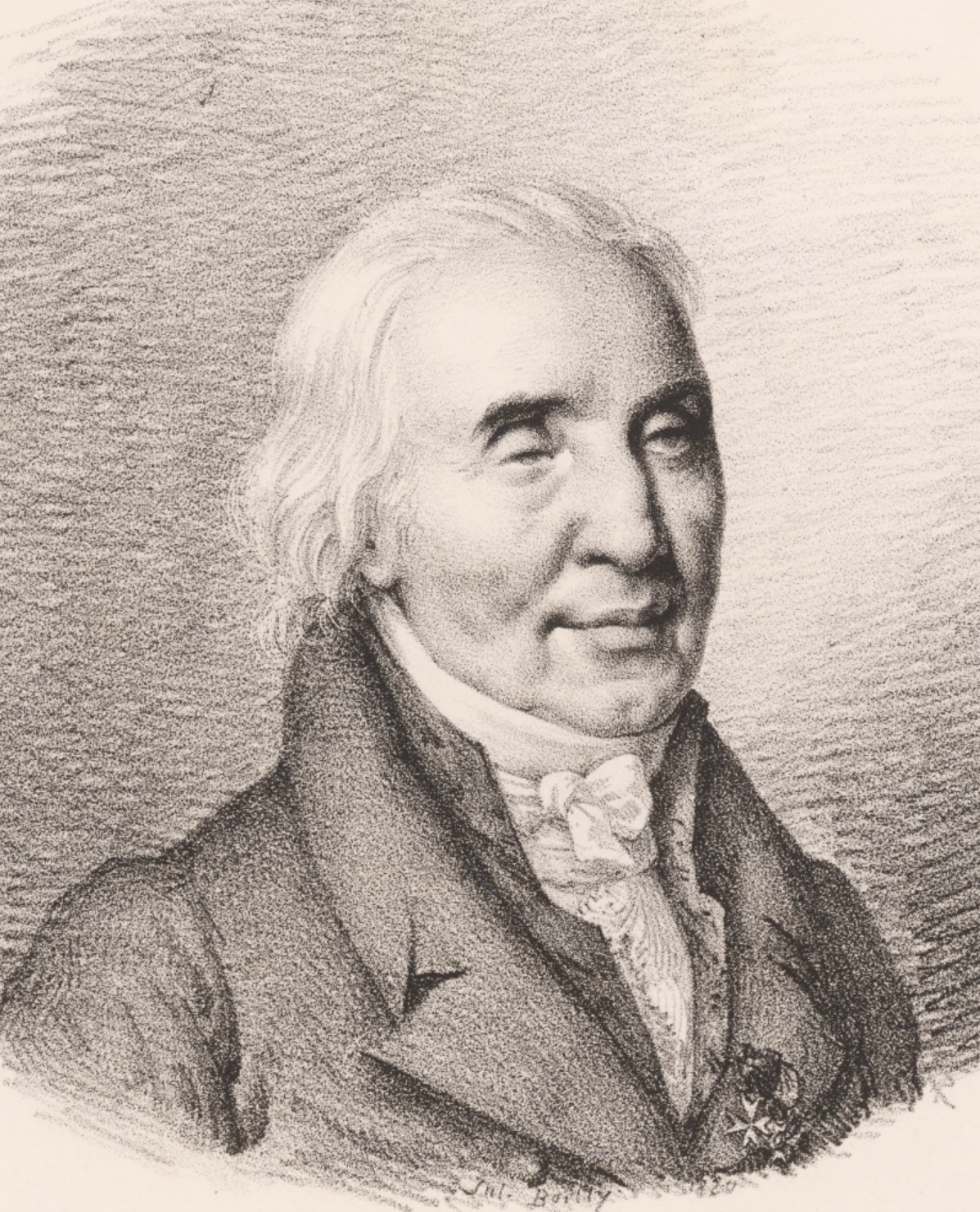
Charles de Pougens

Charles de Pougens  (* 15. August 1755 in Paris; † 19. Dezember 1833 in Vauxbuin, Département Aisne) war ein französischer Autor, Romanist und Lexikograf.

## Leben und Werk

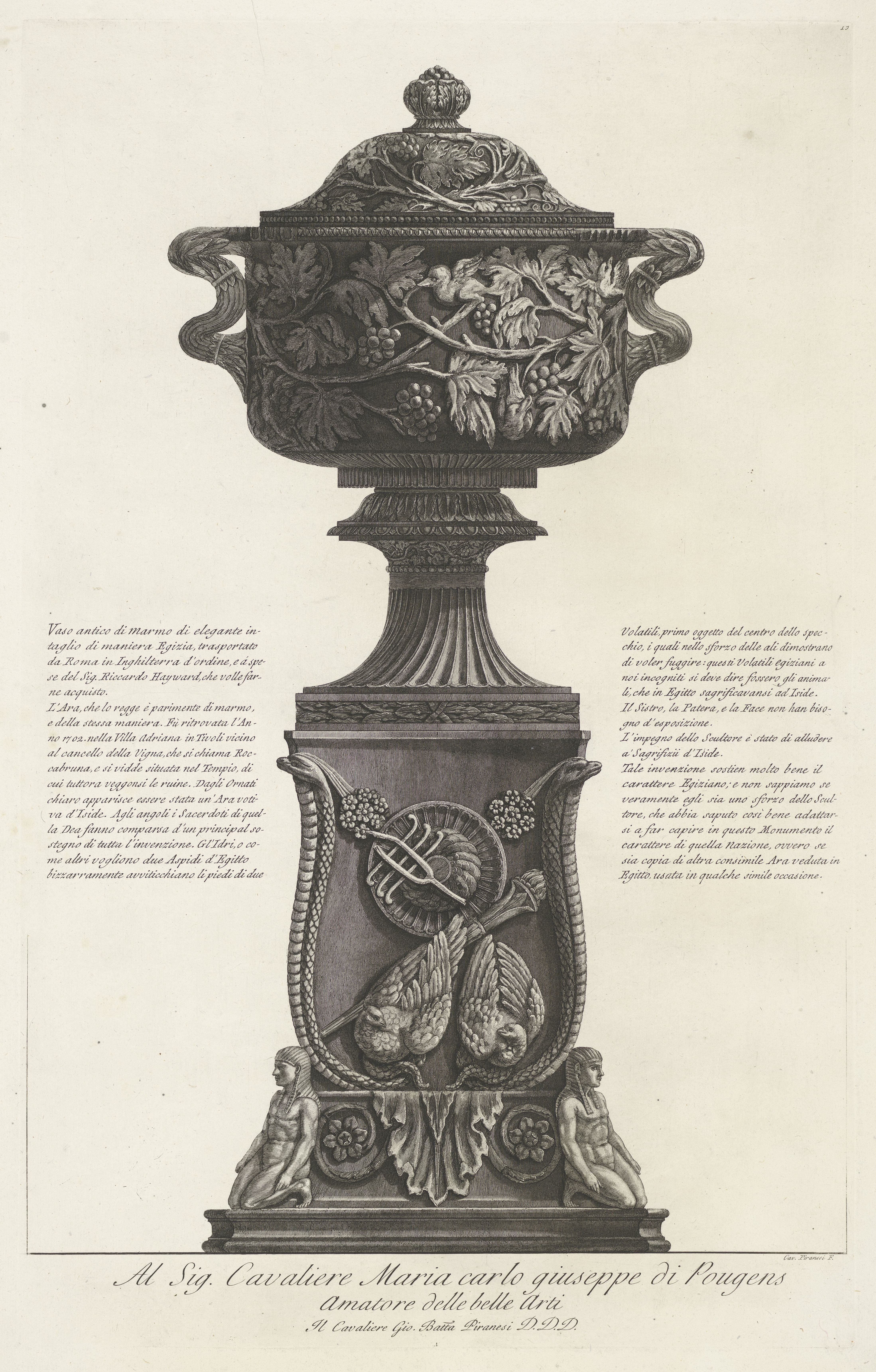

Pougens, möglicherweise der natürliche Sohn von Louis François I. de Bourbon, prince de Conti, zog sich während eines Romaufenthaltes 1778 (als Botschaftsattaché beim Botschafter François-Joachim de Pierre de Bernis) eine Erkrankung zu, die durch unglückliche Behandlung 1781 zu seiner völligen Erblindung führte. Dennoch war er zeit seines Lebens mit Hilfe von Mitarbeitern (wie Théodore Lorin, 1775–1857) sprachwissenschaftlich und schöngeistig tätig. Durch die Französische Revolution (die er begrüßte) ruiniert, betätigte er sich ab 1794 erfolgreich als Buchhändler und Verleger (mit Druckerei), u. a. im Dienste von Napoleon Bonaparte und im Kontakt mit dem Weimarer Hof. 1805 heiratete er die in London kennengelernte Frances Julia Sayer (1757–1850, Nichte von Edward Boscawen), zog sich mit ihr 1808 für den Rest seines Lebens aufs Land zurück (Schloss Vauxbuin bei Soissons) und ging dort seinen schriftstellerischen und wissenschaftlichen Neigungen nach. Er war Mitglied der Académie des inscriptions et belles-lettres (seit 1798) und korrespondierendes Mitglied zahlreicher europäischer Akademien (u. a. Göttingen, München, Florenz, Bologna und Petersburg). Von 1800 bis 1805 war er Herausgeber des Organs Bibliothèque française. Ouvrage périodique (68 Bde., Paris, Honnert).
Ab 1774 arbeitete Pougens an dem Projekt eines großen historischen Wörterbuchs des Französischen (Dictionnaire étymologique et complet de la langue française) und sammelte dafür 500 000 Zitate, die er nur zu einem kleinen Teil für seine publizierten Teilwörterbücher nutzen konnte, die aber später von Émile Littré mit Gewinn konsultiert wurden.

## Werke

### Lexikografie
- Vocabulaire de nouveaux privatifs français imités des langues latine, italienne, espagnole, portugaise, allemande et anglaise, suivi de la table bibliographique des auteurs cités, Paris, l’Imprimerie du Cercle social, 1794 (12+167+106 Seiten).
- Trésor des origines et Dictionnaire grammatical raisonné de la langue française. Spécimen, Paris, Imprimerie royale, 1819 (Trésor des origines de la langue française, S. 1–334; Dictionnaire grammatical, S. 335–435).
- Archéologie française, ou Vocabulaire de mots anciens tombés en désuétude, et propres à être restitués au langage moderne, 2 Bde., Paris, Desoer, 1821–1825.

### Weitere Werke
- (Übersetzer) Georg Forster, Voyage philosophique et pittoresque sur les rives du Rhin, fait en 1790, Paris, Buisson, 1794.
- (Übersetzer) Georg Forster, Voyage philosophique et pittoresque en Angleterre et en France fait en 1790, Paris, Buisson, 1795 (im Vorwort die Planskizze für den Dictionnaire étymologique et complet de la langue française).
- Essai sur les antiquités du Nord, et les anciennes langues septentrionales, Paris, Pougens, 1797; 2. Auflage, 1799 (Vorwort, S. V–XVI, mit ausführlichem Plan des Dictionnaire étymologique et complet).
- Les Quatre âges, Paris, Renouard, 1819; spanisch, Paris, 1826.
  - Die vier Alter des Lebens, übersetzt von Friedrich Gleich, Leipzig, Reclam, 1820.
- Abel, ou les Trois frères, Paris, Mongie, 1820.
  - Die drei Brüder, oder Geschichte dreier Verlassenen, in Frankreich, England und den Niederlanden, übersetzt von Friedrich Gleich, Merseburg, Sonntag, 1824.
- Jocko, anecdote détachée des Lettres inédites sur l’instinct des animaux, Paris, Persa, 1824.
- Die Macht der Liebe, kleine Romane und Erzählungen von Carl Pougens, übersetzt von Ludwig Norden, Merseburg, Sonntag, 1825.
- Contes en vers et poésies, Paris, Didot, 1828.